# Daniel Huppmann

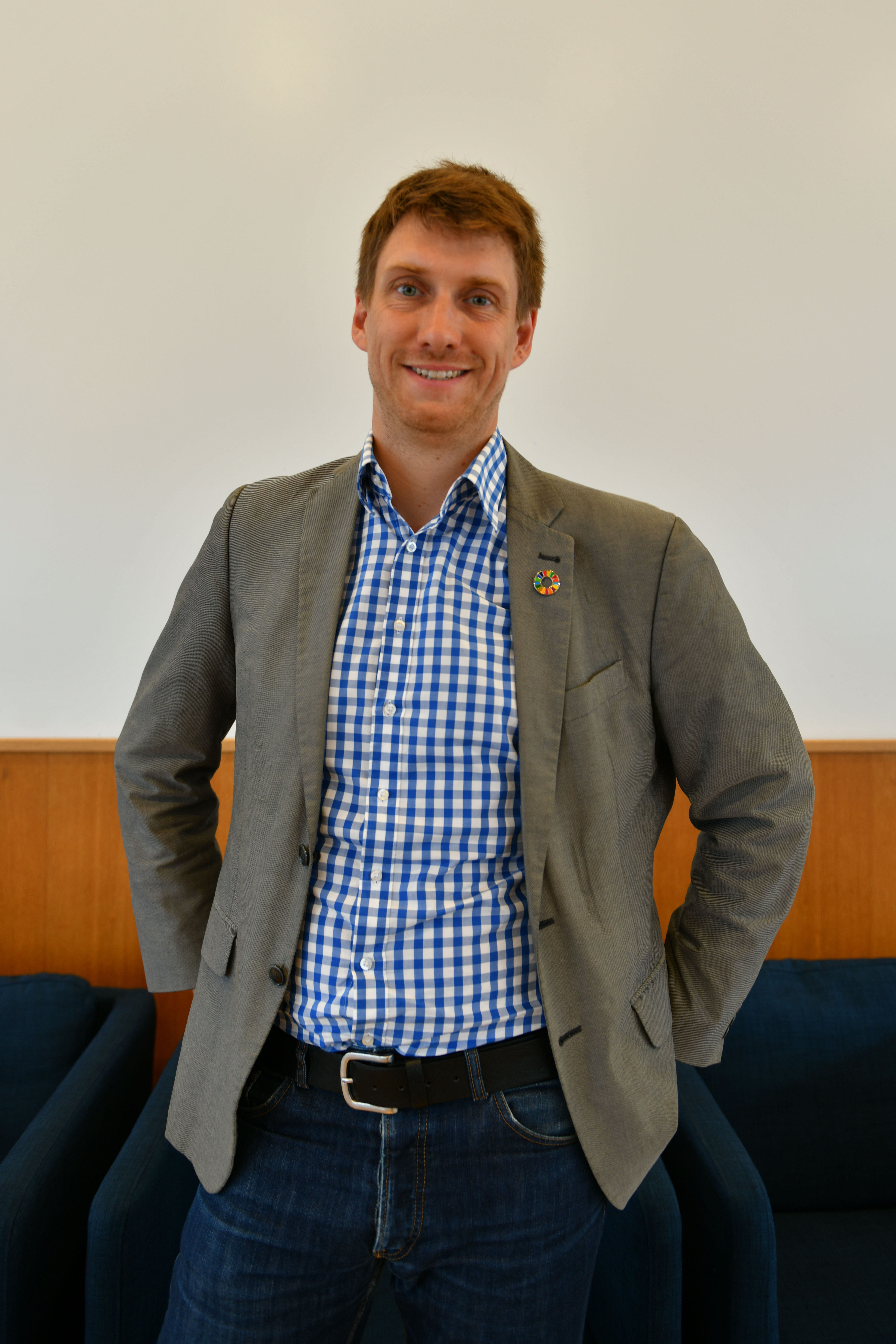
Daniel Huppmann (2025)

Daniel Huppmann ist ein österreichischer Wissenschaftler auf dem Gebiet der Energie- und Klimamodellierung. Er ist Senior Research Scholar am International Institute for Applied Systems Analysis (IIASA) in Laxenburg und Ko-Vorsitzender des Zweiten Österreichischen Sachstandsberichts zum Klimawandel (AAR2) und des Austrian Panel on Climate Change (APCC). Seine Forschung konzentriert sich auf die Entwicklung und Anwendung integrierter Energieszenarien zur Bewertung von Klimaschutzstrategien und energiepolitischen Maßnahmen im Rahmen der globalen Erwärmung.

## Leben
Daniel Huppmann absolvierte ein Diplomstudium der Mathematik an der Technischen Universität Wien mit Schwerpunkt auf wirtschaftswissenschaftlicher Mathematik. Von 2011 bis 2014 war er wissenschaftlicher Mitarbeiter am Deutschen Institut für Wirtschaftsforschung (DIW Berlin), wo er sich mit spieltheoretischen Methoden in der Energieökonomie beschäftigte und an der Technischen Universität Berlin promovierte.
Nach einem Forschungsaufenthalt an der Johns Hopkins University und einem Stipendium bei Resources for the Future in Washington, D.C. wechselte Huppmann 2015 an das Internationale Institut für angewandte Systemanalyse (IIASA) in Laxenburg bei Wien. Dort ist er im Programm Energy, Climate, and Environment tätig, wo er die Arbeitsgruppe Scenario Services & Scientific Software leitet.
Seit 2022 ist er Co-Vorsitzender des Zweiten Österreichischen Sachstandsberichts zum Klimawandel (AAR2) des APCC und Vorstandsmitglied des Climate Change Centre Austria (CCCA).
Huppmann ist regelmäßig in wissenschaftlichen Debatten und Medienformaten präsent. Er trat unter anderem bei der Österreichischen Klimatagung, im Podcast AlpenGLÜHEN von Scientists for Future sowie beim Ball der Wissenschaften in Wien auf.

## Forschungsschwerpunkte
Huppmanns Forschung umfasst die Entwicklung, Verarbeitung und Analyse von Energieszenarien im Kontext globaler Klimaziele. Er ist Mitentwickler des offenen Python-Pakets pyam, das der Validierung, Visualisierung und Bearbeitung von Modellierungsergebnissen dient. Darüber hinaus engagiert er sich für die Prinzipien offener Wissenschaft in der Klimaforschung.
Ein zentraler Fokus seiner Arbeit liegt auf der Anwendung integrierter Bewertungsmodelle (Integrated Assessment Models, IAMs) zur quantitativen Analyse von Klimapolitiken. Er war Mitautor am Sonderbericht Global Warming of 1.5 °C des Intergovernmental Panel on Climate Change (IPCC) und beteiligt sich an der Entwicklung von Tools wie dem IAMC 1.5°C Scenario Explorer.
Zudem ist Huppmann Mitglied des wissenschaftlichen Fachkollegiums von Scientists for Future Österreich.
Daniel Huppmanns h-Index gemäß Scopus lag mit Stand Juni 2025 bei 22.

## Veröffentlichungen (Auswahl)
- Arnulf Grubler, Charlie Wilson, Nuno Bento, Benigna Boza-Kiss, Volker Krey, David L. McCollum, Narasimha D. Rao, Keywan Riahi, Joeri Rogelj, Simon De Stercke, Jonathan Cullen, Stefan Frank, Oliver Fricko, Fei Guo, Matt Gidden, Petr Havlík, Daniel Huppmann, Gregor Kiesewetter, Peter Rafaj, Wolfgang Schoepp, Hugo Valin: A low energy demand scenario for meeting the 1.5 °C target and sustainable development goals without negative emission technologies. In: Nature Energy. Band 3, Nr. 6, 4. Juni 2018, ISSN 2058-7546, S. 515–527, doi:10.1038/s41560-018-0172-6 (nature.com [abgerufen am 5. Juni 2025]).
- David L. McCollum, Wenji Zhou, Christoph Bertram, Harmen-Sytze de Boer, Valentina Bosetti, Sebastian Busch, Jacques Després, Laurent Drouet, Johannes Emmerling, Marianne Fay, Oliver Fricko, Shinichiro Fujimori, Matthew Gidden, Mathijs Harmsen, Daniel Huppmann, Gokul Iyer, Volker Krey, Elmar Kriegler, Claire Nicolas, Shonali Pachauri, Simon Parkinson, Miguel Poblete-Cazenave, Peter Rafaj, Narasimha Rao, Julie Rozenberg, Andreas Schmitz, Wolfgang Schoepp, Detlef van Vuuren, Keywan Riahi: Energy investment needs for fulfilling the Paris Agreement and achieving the Sustainable Development Goals. In: Nature Energy. Band 3, Nr. 7, 18. Juni 2018, ISSN 2058-7546, S. 589–599, doi:10.1038/s41560-018-0179-z (nature.com [abgerufen am 5. Juni 2025]).
- Joeri Rogelj, Daniel Huppmann, Volker Krey, Keywan Riahi, Leon Clarke, Matthew Gidden, Zebedee Nicholls, Malte Meinshausen: A new scenario logic for the Paris Agreement long-term temperature goal. In: Nature. Band 573, Nr. 7774, 19. September 2019, ISSN 0028-0836, S. 357–363, doi:10.1038/s41586-019-1541-4 (nature.com [abgerufen am 5. Juni 2025]).
- Mark Roelfsema, Heleen L. van Soest, Mathijs Harmsen, Detlef P. van Vuuren, Christoph Bertram, Michel den Elzen, Niklas Höhne, Gabriela Iacobuta, Volker Krey, Elmar Kriegler, Gunnar Luderer, Keywan Riahi, Falko Ueckerdt, Jacques Després, Laurent Drouet, Johannes Emmerling, Stefan Frank, Oliver Fricko, Matthew Gidden, Florian Humpenöder, Daniel Huppmann, Shinichiro Fujimori, Kostas Fragkiadakis, Keii Gi, Kimon Keramidas, Alexandre C. Köberle, Lara Aleluia Reis, Pedro Rochedo, Roberto Schaeffer, Ken Oshiro, Zoi Vrontisi, Wenying Chen, Gokul C. Iyer, Jae Edmonds, Maria Kannavou, Kejun Jiang, Ritu Mathur, George Safonov, Saritha Sudharmma Vishwanathan: Taking stock of national climate policies to evaluate implementation of the Paris Agreement. In: Nature Communications. Band 11, Nr. 1, 29. April 2020, ISSN 2041-1723, doi:10.1038/s41467-020-15414-6, PMID 32350258, PMC 7190619 (freier Volltext) – (nature.com [abgerufen am 5. Juni 2025]).
- Daniel Huppmann, Matthew Gidden, Oliver Fricko, Peter Kolp, Clara Orthofer, Michael Pimmer, Nikolay Kushin, Adriano Vinca, Alessio Mastrucci, Keywan Riahi, Volker Krey: The MESSAGE Integrated Assessment Model and the ix modeling platform (ixmp): An open framework for integrated and cross-cutting analysis of energy, climate, the environment, and sustainable development. In: Environmental Modelling & Software. Band 112, Februar 2019, S. 143–156, doi:10.1016/j.envsoft.2018.11.012 (elsevier.com [abgerufen am 5. Juni 2025]).
- Céline Guivarch, Thomas Le Gallic, Nico Bauer, Panagiotis Fragkos, Daniel Huppmann, Marc Jaxa-Rozen, Ilkka Keppo, Elmar Kriegler, Tamás Krisztin, Giacomo Marangoni, Steve Pye, Keywan Riahi, Roberto Schaeffer, Massimo Tavoni, Evelina Trutnevyte, Detlef van Vuuren, Fabian Wagner: Using large ensembles of climate change mitigation scenarios for robust insights. In: Nature Climate Change. Band 12, Nr. 5, Mai 2022, ISSN 1758-6798, S. 428–435, doi:10.1038/s41558-022-01349-x (nature.com [abgerufen am 26. Mai 2025]).
- Keywan Riahi, Christoph Bertram, Daniel Huppmann, Joeri Rogelj, Valentina Bosetti, Anique-Marie Cabardos, Andre Deppermann, Laurent Drouet, Stefan Frank, Oliver Fricko, Shinichiro Fujimori, Mathijs Harmsen, Tomoko Hasegawa, Volker Krey, Gunnar Luderer, Leonidas Paroussos, Roberto Schaeffer, Matthias Weitzel, Bob van der Zwaan, Zoi Vrontisi, Francesco Dalla Longa, Jacques Després, Florian Fosse, Kostas Fragkiadakis, Mykola Gusti, Florian Humpenöder, Kimon Keramidas, Paul Kishimoto, Elmar Kriegler, Malte Meinshausen, Larissa P. Nogueira, Ken Oshiro, Alexander Popp, Pedro R. R. Rochedo, Gamze Ünlü, Bas van Ruijven, Junya Takakura, Massimo Tavoni, Detlef van Vuuren, Behnam Zakeri: Cost and attainability of meeting stringent climate targets without overshoot. In: Nature Climate Change. Band 11, Nr. 12, Dezember 2021, ISSN 1758-6798, S. 1063–1069, doi:10.1038/s41558-021-01215-2 (nature.com [abgerufen am 26. Mai 2025]).
- Daniel Huppmann, Joeri Rogelj, Elmar Kriegler, Volker Krey, Keywan Riahi: A new scenario resource for integrated 1.5 °C research. In: Nature Climate Change. Band 8, Nr. 12, Dezember 2018, ISSN 1758-6798, S. 1027–1030, doi:10.1038/s41558-018-0317-4 (nature.com [abgerufen am 26. Mai 2025]).
- Daniel Huppmann, Elmar Kriegler, Keywan Riahi, Joeri Rogelj, Gunnar Luderer et al.: IAMC 1.5°C Scenario Explorer and Data hosted by IIASA. doi:10.22022/SR15/08-2018.15429.